# Antonio Vázquez
Antonio Vázquez (n. 26 ianuarie 1961, Ḷḷevinco⁠(d), Aller, Asturia, Spania) este un arcaș ce a reprezentat Spania, medaliat olimpic. A participat la 4 ediții ale Jocurilor Olimpice (1980, 1988, 1992, 1996) în care a câștigat o medalie de aur.